# Baldriz
Baldriz és una aldea del consell municipal de Cualedro. El topònim ve de la invasió sueva, derivat del nom d'un possible propietari anomenat "Baldericus", des d'on "Balderici" i finalment "Baldriz". Tot i que no es pot assegurar l'origen amb exactitud, sembla que el primer assentament és del segle v, i el topònim del segle xi. Actualment és un poble amb moltes reformes. A causa del clima és un dels pobles més visitats de Cualedro, segons el IGE a baldris l'any 2015 hi vivien 53 persones (28 dones i 25 homes).

## Inicis
Diuen les llengües populars que Baldriz fou fruit d'una nombrosa família, que vivia en un pazo proper a l'aldea, aquesta se separà i els més joves s'instal·laren al terreny d'un home adinerat com a vassalls, i l'altra part de la familia on estaven els més vells, fundaren el poble que és al costat del primer, anomenat Santa Maria As Mercedes.

## Riu Baldriz
El petit corriol que neix a les muntanyes de l'aldea actualment es fa servir per al conreu de les terres dels pagesos locals, però abans de ser canalitzat era afluent del riu támega.